# Froschfische
Froschfische (Batrachoididae, vom griechischen batrachos = „Frosch“), auch Krötenfische genannt, sind bodenbewohnende Fische tropischer und subtropischer Regionen des Atlantik, des Indischen Ozeans und des Pazifik. Der Lusitanische Krötenfisch (Halobatrachus didactylus) kommt auch im Mittelmeer und an der Atlantikküste Südwesteuropas bis zur Biscaya vor. Einige Arten leben in Mittel- und Südamerika im Süßwasser.

## Merkmale
Froschfische haben einen langgestreckten Körper, einen großen, abgeflachten Kopf und ein großes Maul. Der Unterkiefer steht vor und überragt den Oberkiefer. Die Augen befinden sich eher auf der Kopfoberfläche als an den Kopfseiten. Die Kiemenspalten sind klein und befinden sich vor der Brustflossenbasis. Die drei Kiemenbögen sind unten zusammengewachsen. Die Anzahl der Branchiostegalstrahlen liegt bei sechs. Am Kopf, besonders am Rand des Oberkiefers, wachsen oft zahlreiche, zerfranste Hautlappen oder Barteln. Die erste Rückenflosse besteht nur aus zwei bis drei dicken Hartstrahlen. Die zweite Rückenflosse und die Afterflosse sind lang und werden von vielen Weichstrahlen gestützt. Die Bauchflossen haben eine harte und zwei bis drei weiche Strahlen und sitzen weit vorne, vor den großen, fächerförmigen Brustflossen. Die Fische haben keine Rippen und sind normalerweise schuppenlos. Lediglich bei wenigen Arten finden sich kleine Cycloidschuppen. Eine Schwimmblase, mit der einige Arten grunzende oder quakende Geräusche erzeugen können, ist vorhanden, ebenso ein oder mehrere Seitenlinienorgane am Kopf und an den Flanken. Die Arten der Unterfamilie Thalassophryninae haben Giftstacheln, die Unterfamilie Porichthyinae Leuchtorgane.
Froschfische werden 5,5 bis 57 Zentimeter lang und sind meist von dunkler, bräunlicher Farbe mit Punkten oder sattelförmigen schwärzlichen Flecken. Nur der Korallen-Krötenfisch (Sanopus splendidus), der in Korallenriffen lebt, hat eine auffällige Färbung.

## Lebensweise
Froschfische leben in Tiefen von zehn bis 250 Metern auf Sand- oder Schlammböden, nur wenige Arten in Korallenriffen. Sie sind sehr träge und ernähren sich als Lauerjäger von Krebstieren, Fischen, Tintenfischen und Schnecken. Die Fische betreiben Brutpflege und beide Eltern oder die Männchen bewachen ihre in Höhlen gelegten Eier. Nach etwa drei Wochen schlüpfen die Kaulquappen ähnelnden Fischlarven, die an ihrer Bauchseite Haftscheiben besitzen. Froschfische können beißen, wenn sie von Tauchern angefasst werden. Einige Arten können stundenlang außerhalb des Wassers überleben.

## Äußere Systematik
Die Froschfische (Batrachoididae) sind die einzige Familie der Froschfischartigen (Batrachoidiformes). Sie wurden traditionell in die (in damaligem Umfang) heute nicht mehr als monophyletisch angesehene Überordnung der Paracanthopterygii eingeordnet, sind nach neueren phylogenetischen Forschungsergebnissen aber Teil der Barschverwandten.

## Innere Systematik
Es gibt vier Unterfamilien, 23 Gattungen und etwa 80 Arten.

### Unterfamilie Batrachoidinae
Die Batrachoidinae leben an den Küsten Afrikas, Südasiens, Australiens, sie sind also auf die Alte Welt beschränkt. Die Tiere haben drei Rückenflossen-Hartstrahlen und eine bis drei Seitenlinien. 6 Gattungen und etwa 25 Arten:

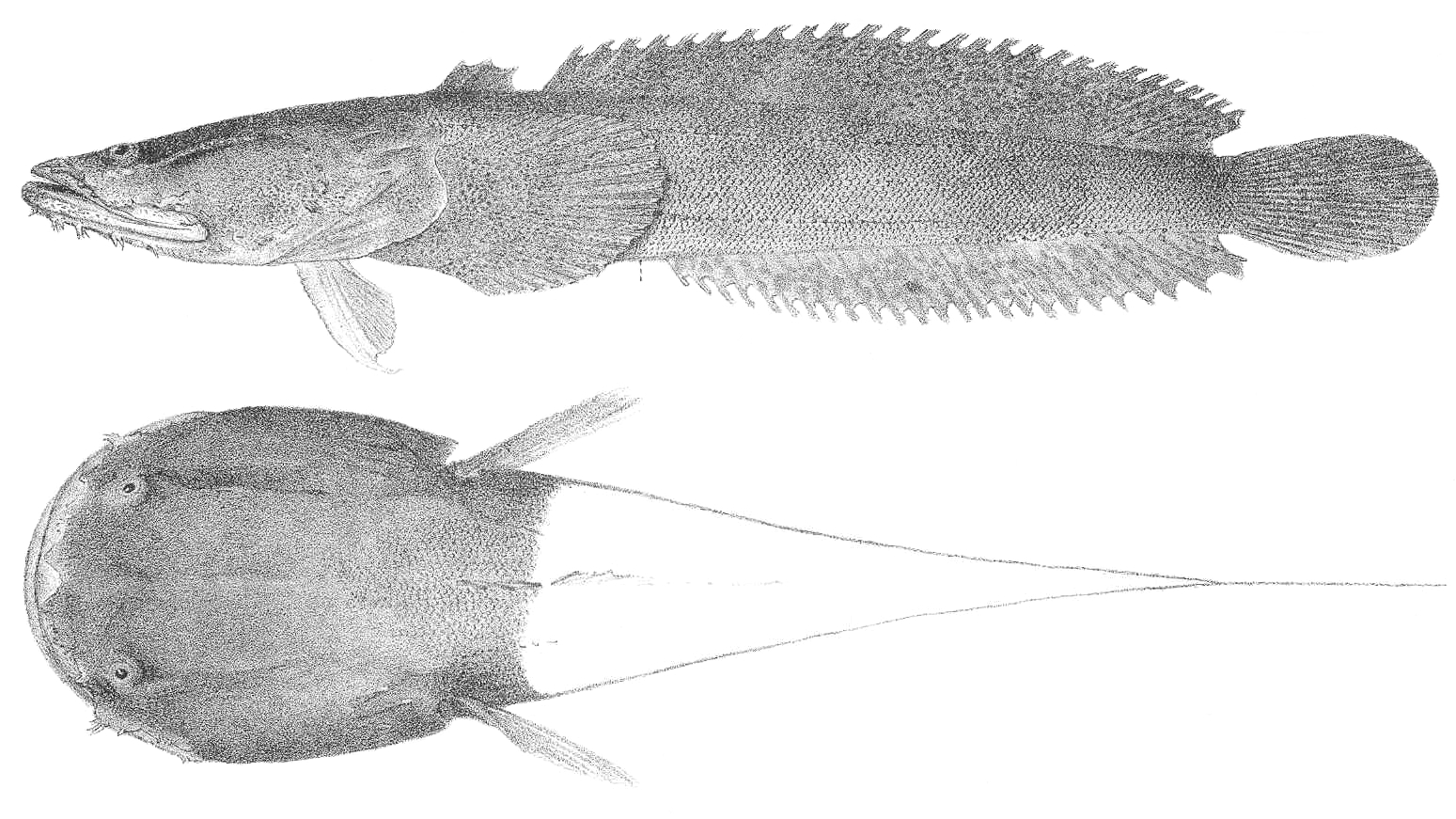
Batrachoides boulengeri

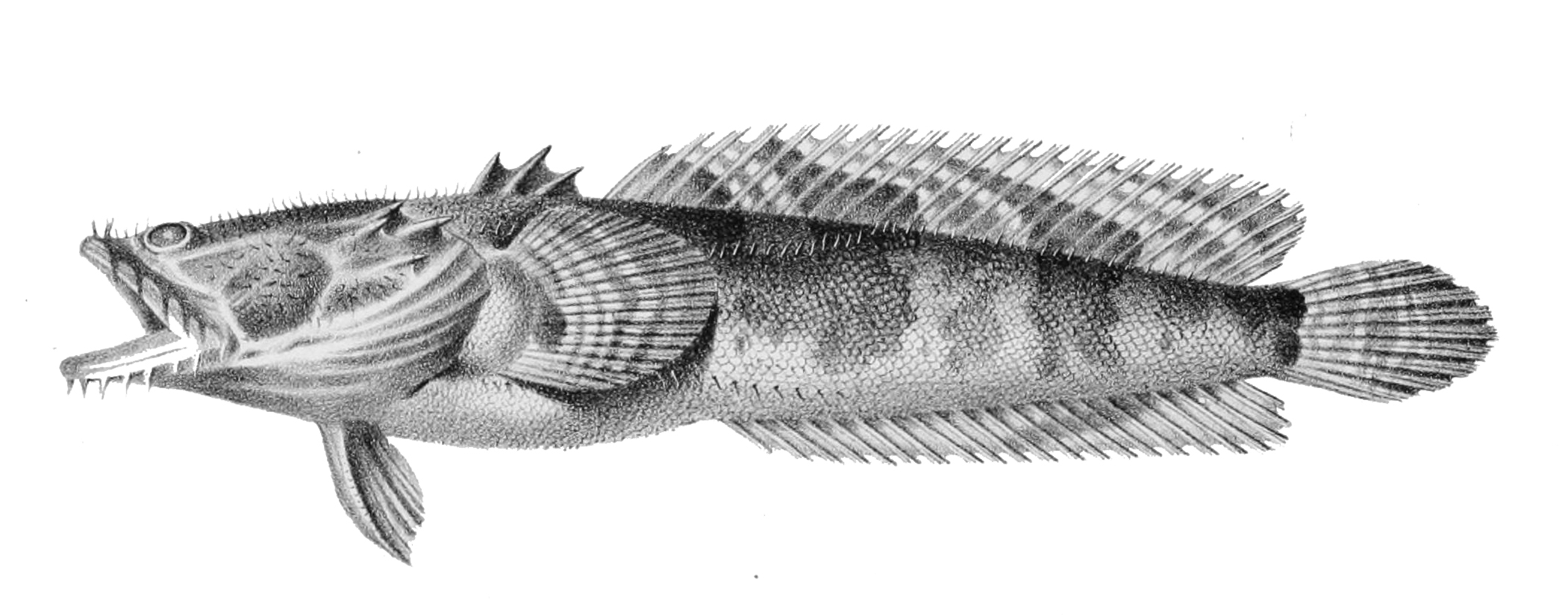
Batrachoides liberiensis

- Gattung Amphichthys (Swainson, 1839)
  - Amphichthys cryptocentrus
  - Amphichthys hildebrandi
  - Amphichthys rubigenis
- Gattung Batrachoides (Lacepède, 1800)
  - Batrachoides boulengeri
  - Batrachoides gilberti
  - Batrachoides goldmani
  - Batrachoides liberiensis
  - Batrachoides manglae
  - Batrachoides pacifici
  - Batrachoides surinamensis
  - Batrachoides walkeri
  - Batrachoides waltersi
- Gattung Opsanus (Rafinesque, 1818)Opsanus tauSanopus splendidus
  - Golf-Krötenfisch (Opsanus beta)
  - Opsanus brasiliensis
  - Opsanus dichrostomus
  - Opsanus pardus
  - Opsanus phobetron
  - Austernfisch (Opsanus tau)

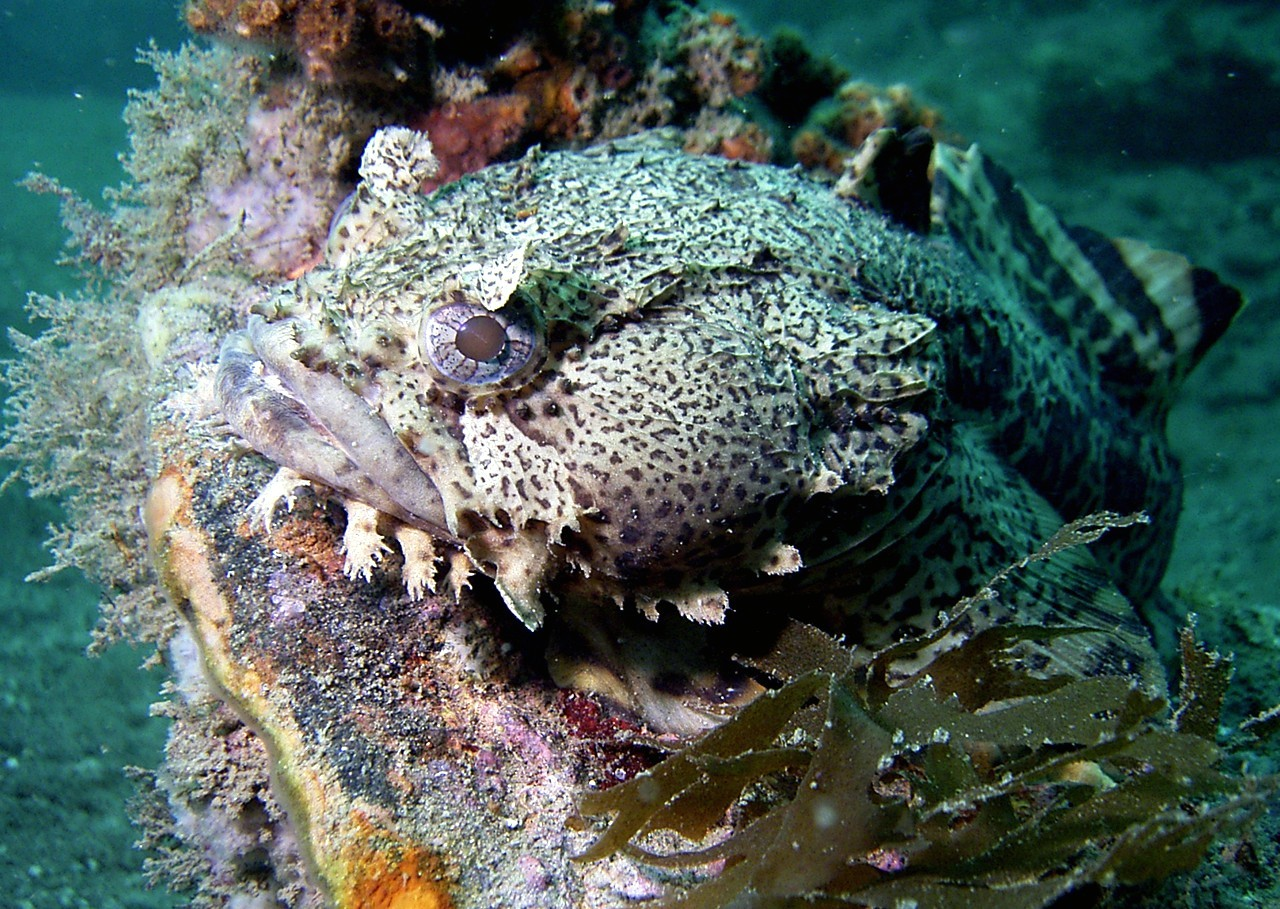
Opsanus tau

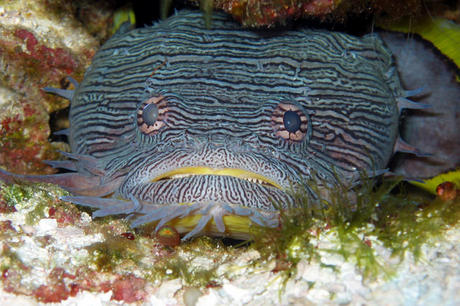
Sanopus splendidus

- Gattung Potamobatrachus (Collette, 1995)
  - Potamobatrachus trispinosus
- Gattung Sanopus (Smith, 1952)
  - Sanopus astrifer
  - Sanopus barbatus
  - Sanopus greenfieldorum
  - Sanopus johnsoni
  - Sanopus reticulatus
  - Korallen-Krötenfisch (Sanopus splendidus)
- Gattung Vladichthys Greenfield, 2006
  - Vladichthys gloverensis (Greenfield & Greenfield, 1973)

### Unterfamilie Halophryninae
Die Halophryninae leben an den Küsten Nord-, Mittel- und Südamerikas. Je eine Art auch im Süßwasser Mittel- und Südamerikas. Die Tiere haben drei Rückenflossen-Hartstrahlen und eine bis drei Seitenlinien. 13 Gattungen und etwa 30 Arten:
- Gattung Allenbatrachus

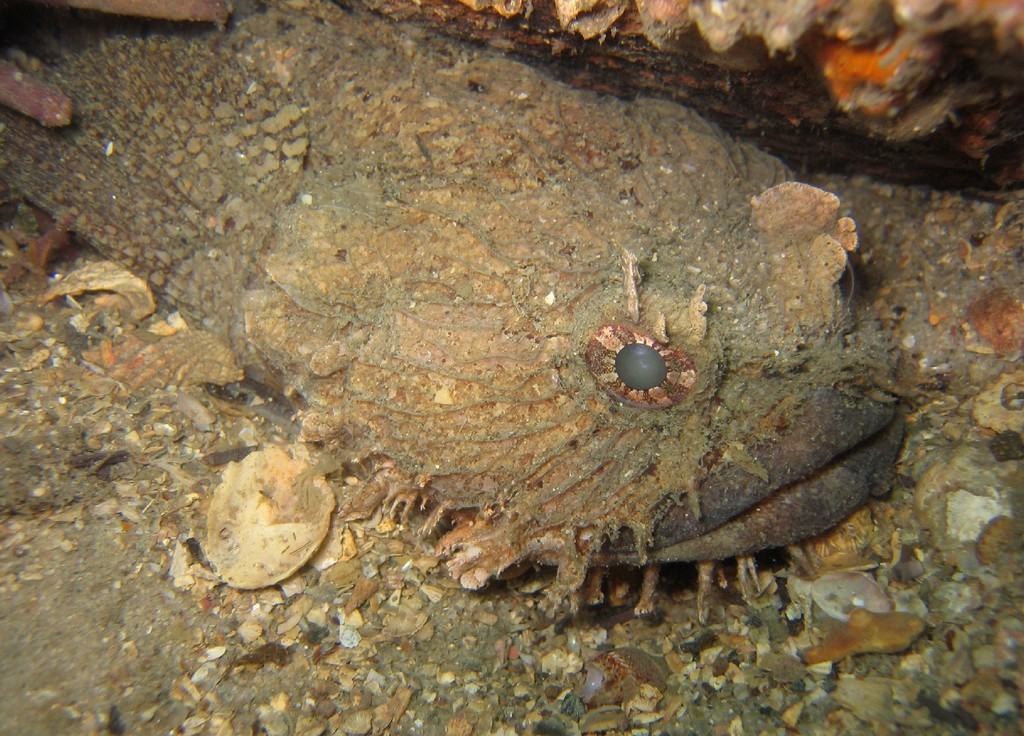
Batrachomoeus dubius

  - Grunzender Krötenfisch (Allenbatrachus grunniens)
  - Allenbatrachus reticulatus
- Gattung Austrobatrachus (Smith, 1949)
  - Austrobatrachus foedus
  - Austrobatrachus iselesele Greenfield, 2012
- Gattung Barchatus
  - Barchatus cirrhosus (Klunzinger, 1871)
  - Barchatus indicus Greenfield, 2014
- Gattung Batrachomoeus (Ogilby, 1908)
  - Batrachomoeus dahli
  - Batrachomoeus dubius
  - Batrachomoeus occidentalis
  - Batrachomoeus rubricephalus
  - Dreistachel-Froschfisch (Batrachomoeus trispinosus)
- Gattung Batrichthys (Smith, 1934)
  - Batrichthys albofasciatus
  - Batrichthys apiatus
- Gattung Bifax (Greenfield, Mee & Randall, 1994)
  - Bifax lacinia
- Gattung Chatrabus (Smith, 1949)
  - Chatrabus felinus
  - Chatrabus hendersoni
  - Chatrabus melanurus
- Gattung Colletteichthys Greenfield, 2006
  - Colletteichthys dussumieri (Valenciennes, 1837)
  - Colletteichthys flavipinnis Greenfield, Binees, Akhiles, 2012
  - Colletteichthys occidentalis Greenfield, 2012
- Gattung Halobatrachus (Ogilby, 1908)
  - Lusitanischer Krötenfisch (Halobatrachus didactylus)
- Gattung Halophryne (Gill, 1863)
  - Gebänderter Krötenfisch (Halophryne diemensis)
  - Halophryne hutchinsi
  - Halophryne ocellatus
  - Halophryne queenslandiae
- Gattung Perulibatrachus (Roux & Whitley, 1972)
  - Perulibatrachus elminensis
  - Perulibatrachus kilburni
  - Perulibatrachus rossignoli
- Gattung Riekertia (Smith, 1952)
  - Riekertia ellisi
- Gattung Triathalassothia (Fowler, 1943)
  - Triathalassothia argentina
  - Triathalassothia lambaloti

### Unterfamilie Porichthyinae
Die Porichthyinae leben im östlichen Pazifik und im westlichen Atlantik, an den Küsten Amerikas. Drei Arten im Süßwasser. Die Tiere haben zwei Rückenflossen-Hartstrahlen und mehrere Seitenlinien. Einige Arten haben Leuchtorgane entlang den Seitenlinien. Es sind die einzigen in flachem Wasser lebenden Fische mit Leuchtorganen. Sie sollen  bei der Balz benutzt werden.  2 Gattungen und 15 Arten:
- Gattung Aphos (Hubbs & Schultz, 1939)
  - Aphos porosus
- Gattung Bootsmannfische (Porichthys) (Girard, 1854)Porichthys plectrodon
  - Porichthys analis
  - Porichthys bathoiketes
  - Porichthys ephippiatus
  - Porichthys greenei
  - Porichthys kymosemeum
  - Porichthys margaritatus
  - Porichthys mimeticus
  - Porichthys myriaster

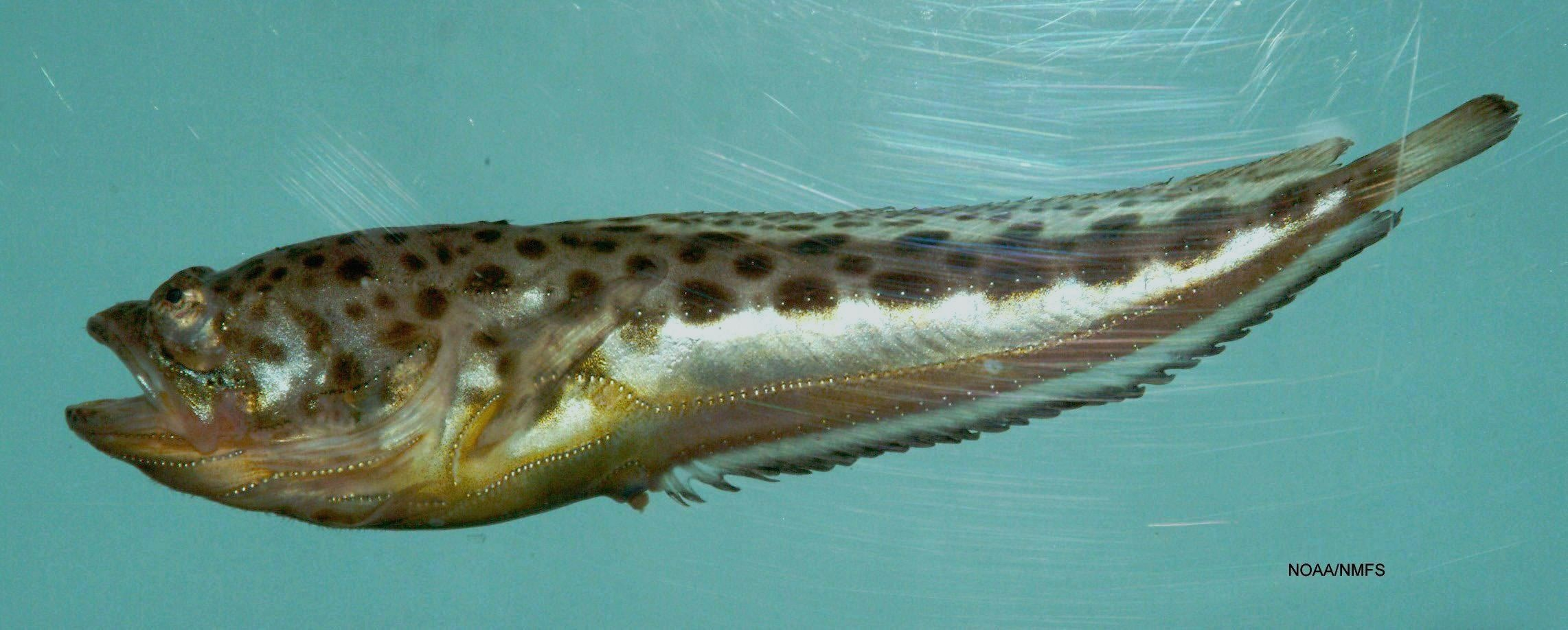
Porichthys plectrodon

  - Nördlicher Bootsmannfisch (Porichthys notatus) Linnaeus, 1758
  - Porichthys oculellus
  - Porichthys oculofrenum
  - Porichthys pauciradiatus
  - Mittelatlantischer Bootsmannfisch (Porichthys plectrodon)
  - Porichthys porosissimus

### Unterfamilie Thalassophryninae
Die Thalassophryninae leben im östlichen Pazifik und im westlichen Atlantik, an den Küsten Amerikas und in Mittel- und Südamerika im Süßwasser. Die zwei Strahlen der ersten Rückenflosse sind hohl und stehen mit Giftdrüsen in Verbindung. Die Fische haben eine Seitenlinie, die aber auch fehlen kann, und keine Schuppen. 2 Gattungen und 11 Arten:
- Gattung Daector (Jordan & Evermann, 1898)
  - Daector dowi
  - Gerrings Froschfisch (Daector gerringi)
  - Daector quadrizonatus
  - Daector reticulata
  - Daector schmitti
- Gattung Thalassophryne (Günther, 1861)
  - Amazonas-Krötenfisch (Thalassophryne amazonica)
  - Sapo-Krötenfisch (Thalassophryne maculosa)
  - Thalassophryne megalops
  - Thalassophryne montevidensis
  - Thalassophryne nattereri
  - Thalassophryne punctata